# Màxim d'Eges
Màxim d'Eges (Maximus Aegiensis, Μάξιμος Αἰγιεύς) fou un filòsof grec natural d'Eges de Cilícia que va viure probablement al segle i o bé entre la part final del segle I aC i la primera part del segle i. Fou traduït per Filostrat que en va escriure una biografia. Fou contemporani d'Apol·loni de Tíana.